# Char
Char, nome artístico de Hisato Takenaka (竹中 尚人, nascido a 16 Junho de 1955 em Togoshi, Shinagawa) é um guitarrista, compositor e produtor musical japonês.
É considerado um dos melhores guitarristas japoneses da história. Em 2003, ele foi classificado pela HMV Japan no número 38 da lista dos 100 artistas pop japoneses mais importantes. Char ficou em terceiro lugar em uma pesquisa de 2011 sobre quem o povo japonês considerava o melhor guitarrista a representar o país no mundo. Em 2017, Char foi nomeado o maior guitarrista japonês em uma enquete realizada com músicos profissionais pela revista Guitar Magazine, e em uma pesquisa pública de 2019 realizada por goo. Sua música "A Fair Wind" foi eleita a 34ª melhor instrumental de guitarra da Young Guitar Magazine em 2019.
A Rolling Stone Japan classificou seu álbum Psyche número 36 em sua lista de 2007 dos maiores álbuns de rock japonês de todos os tempos.
Char é endosser da Fender, com quem ele tem sua própria linha de guitarras. Ele também tem uma linha de modelos próprios com a ESP Guitars.

## Discografia
| Álbuns de estúdio - Char (1976) - Char II Have a Wine (1977) - Thrill (1978) - U.S.J (1981) - Moon Child (1982) - Psyche (1988) - Psyche II (1988) - I'm Gonna Take This Chance (1999) - Bamboo Joints (2001) - Sacred Hills (Sacred Hills 〜聖なる丘〜, 2002) - Mr. 70's You Set Me Free (2003) - Amano-Jack (天邪鬼 Amano-Jack, 2005) Oricon Albums Chart peak: 28 - Rock+ (2015) 14 EPs - When I Wake Up in the Morning (1989) - Black Shoes (1989) - Mustang (1994) Singles - "Navy Blue" (1976) - "Kizetsu Suruhodo Nayamashii" (気絶するほど悩ましい, 1977) - "Gyakukōsen" (逆光線, 1977)} - "Tōgyū-shi" (闘牛士, 1978) - "Girl" (1978) - "Blue Christmas" (1978) - "Today" (1998) - "Let It Blow" (1998) - "Touch My Love Again" (1999) - "Share the Wonder" (2000) - "R-1 (Route One)" (2000) - "Long Distance Call" (2001) - "A Fair Wind" (2002) - "45 Over Drive" (2004) - "Piano" (2005) Oricon Singles Chart peak: 36 - "Osampo" (2006) 69 - "Stereocaster" (2006, Hotei vs Char) 17 Ao vivo - Char Electric Guitar Concert (1997) - Char Psyche 1988 (2000) - Char Played With and Without (2000) - Tradrock Char by Char (2011) - Zig Zag Zone (2012) 207 - Tradrock Acoustic by Char (2012) 208 - 414 -Live at Hibiya Open Air Concert Hall- (2013) - Rock+ Eve -Live at Nippon Budokan (2015) | Álbuns Cover - Eric by Char (2010) - Jeff by Char (2010) - The B by Char (2010) - The V by Char (2010) - Jimmy by Char (2010) - Jimi by Char (2010) Coletâneas - The Best of Char (1982) - Playback Series Char (プレイバック・シリーズ Char, 1987) - Flashback Memories (1991) - Days Went By 1988~1993 (1993) - Character (1996) - Char Edoya Collection 1988–1997 - All Around Me ~Char Plays Ballad~ (1999) - Singles 1976–2005 (2006) 58 - Flying Toy's (2007) 67 - Golden☆Best Char (ゴールデン☆ベスト Char, 2011) - The Premium Best Char (ザ・プレミアムベスト Char, 2013) - Light Mellow Char (2014) Videos - 20th Anniversary ~Electric Guitar Concert~ (1999) - The Clips (2000) - Live in Nippon Budokan 2001 ~Bamboo Joints~ (2002) - No Generation Gap (2004) - Psyche (彩気 Psyche, 2005) - Amano-Jack Movin' The Documentary on Studio Work & Live Tour of Char (2006) Oricon chart peak: 76 - 414 -Live at Hibiya Open Air ConcertHall 2013- (2013) 247 (DVD), 102 (Blu-ray) - Rock+ Eve Live at Nippon Budokan (2015) 61 (DVD), 60 (Blu-ray) - Rock Free Concert (2015) - Tradrock Blu-ray and Archive Box (2015) 185 - Old News (2019) 228 |